# Formnext
Die Formnext (Eigenschreibweise teilweise formnext) ist die größte Fachmesse bzw. die internationale Leitmesse für additive Fertigungstechnologien und die nächste Generation der industriellen Produktion. Die viertägige Messe findet seit 2015 jährlich im November in Frankfurt am Main statt und hat mittlerweile Tochtermessen in Shenzhen, Austin, Tokio und Chicago.

## Geschichte
Die Formnext wurde erstmals 2015 von der Mesago Messe Frankfurt GmbH, einer Tochter der Messe Frankfurt GmbH, und Rapid News Publications (Herausgeber des TCT Magazine) veranstaltet. Sie wurde in einer Zeit ins Leben gerufen, als der 3D-Druck und die additive Fertigung zunehmend an Bedeutung gewannen. Im ersten Jahr waren über 200 Aussteller vertreten, die ein Publikum von rund 9.000 Fachbesuchern anzogen. Fast die Hälfte der Aussteller kamen aus dem Ausland. Im Jahr 2020 wurde die Messe aufgrund der Corona-Pandemie ausschließlich digital abgehalten. 2023 zählte die Formnext 32.851 Besucher, 59 % der 859 Aussteller waren international.
Mit der zunehmenden Bedeutung der additiven Fertigung in der Industrie wird vom Veranstalter erwartet, dass die Formnext auch in den kommenden Jahren weiter wachsen wird. Neue technologische Entwicklungen und die stetige Erweiterung der Anwendungsfelder sollen die Messe weiterhin prägen und zu einem zentralen Anlaufpunkt für alle Akteure der Branche machen. Dies spiegelt sich unter anderem durch mehrere entstandene Tochtermessen und Foren wider. Zu diesen zählen seit 2021 die Formnext + PM South China, seit 2023 das Formnext Forum Austin, seit 2024 das Formnext Forum Tokyo und ab 2025 die Formnext Chicago.

## Zielgruppen & Themen
Die Formnext richtet sich ausschließlich an Fachbesucher. Die Besucherstruktur ist international und umfasst Vertreter verschiedener Industrien wie Automobil, Luft- und Raumfahrt, Dental- und Medizintechnik, Maschinenbau, Konsumgüter und viele mehr.
- Software und Digitalisierung: CAD-, CAM- und PLM-Software, Simulationstools und Designlösungen.
- Additive Fertigung: Vorstellung der neuesten 3D-Drucktechnologien und Verbrauchsmaterialien.
- Qualitätssicherung: Methoden und Technologien zur Sicherstellung der Qualität von additiv gefertigten Produkten.

## Konferenzen und Rahmenprogramm
Neben der Ausstellung bietet die Formnext auch ein umfangreiches Konferenzprogramm. Expertenvorträge, Podiumsdiskussionen und Workshops geben den Teilnehmern Einblicke in die neuesten Entwicklungen und Trends der Branche. Auch Themen wie Nachhaltigkeit, neue Geschäftsmodelle und die Integration additiver Fertigung in bestehende Produktionsprozesse werden behandelt.

## Messekennzahlen

### Hauptmesse
| Jahr | Zeitraum                  | Ort               | Aussteller | Besucher | Ausstellungsfläche | Anmerkungen / Quelle           |
| ---- | ------------------------- | ----------------- | ---------- | -------- | ------------------ | ------------------------------ |
| 2015 | 17. bis 20. November 2015 | Frankfurt am Main | 203        | 8.982    | 14.028 m²          | [ 5 ] [ 7 ]                    |
| 2016 | 15. bis 18. November 2016 | Frankfurt am Main | 307        | 13.384   | 18.702 m²          | [ 7 ] [ 4 ]                    |
| 2017 | 14. bis 17. November 2017 | Frankfurt am Main | 470        | 21.492   | 28.129 m²          | [ 7 ] [ 12 ]                   |
| 2018 | 13. bis 16. November 2018 | Frankfurt am Main | 632        | 26.919   | 37.231 m²          | [ 7 ] [ 13 ]                   |
| 2019 | 19. bis 22. November 2019 | Frankfurt am Main | 852        | 34.532   | 53.039 m²          | [ 7 ] [ 14 ]                   |
| 2020 | 10. bis 13. November 2020 | virtuell          | 203        | 8.541    | -                  | digital als „Formnext Connect“ |
| 2021 | 16. bis 19. November 2021 | Frankfurt am Main | 606        | 17.859   | 38.100 m²          | [ 7 ] [ 2 ]                    |
| 2022 | 15. bis 18. November 2022 | Frankfurt am Main | 802        | 29.581   | 51.148 m²          | [ 7 ] [ 17 ]                   |
| 2023 | 7. bis 10. November 2023  | Frankfurt am Main | 859        | 32.851   | 54.395 m²          | [ 7 ] [ 18 ]                   |
| 2024 | 19. bis 22. November 2024 | Frankfurt am Main |            |          |                    | [ 19 ]                         |

### Tochtermessen
| Jahr | Zeitraum                   | Ort           | Aussteller | Besucher | Ausstellungsfläche | Anmerkungen / Quelle |
| ---- | -------------------------- | ------------- | ---------- | -------- | ------------------ | -------------------- |
| 2021 | 9. bis 11. September 2021  | Shenzhen      | 199        | 9.330    | 13.000 m²          | [ 9 ] [ 20 ]         |
| 2022 | 14. bis 16. September 2022 | Shenzhen      |            |          |                    | [ 21 ]               |
| 2023 | 28. bis 30. August 2023    | Austin (USA)  | 82         |          |                    | [ 22 ] [ 23 ]        |
| 2023 | 29. bis 31. August 2023    | Shenzhen      | 275        | 13.183   | 20.000 m²          | [ 24 ] [ 25 ] [ 20 ] |
| 2023 | 26. bis 27. September 2023 | Tokio         | 67         | 1.185    | 1.530 m²           | [ 26 ]               |
| 2024 | 28. bis 30. August 2024    | Shenzhen      |            |          |                    | [ 24 ]               |
| 2025 | 8. bis 10. April 2025      | Chicago (USA) |            |          |                    | [ 27 ]               |
| 2026 | Frühling 2026              | Austin (USA)  |            |          |                    |                      |